# Ras Assuad
Koordinaten: 4° 33′ 49″ N, 48° 5′ 10″ O
Ras Assuad (auch Ras Asued, Ras Aswad oder Ras Assuat, etwa: schwarzes Kap) ist ein Kap an der nordöstlichen Küste Somalias in der Region Mudug. Nördlich des Kaps liegt die Stadt Hobyo, südlich des Kaps, etwa 14 Kilometer von Hobyo entfernt der Hafenplatz Obiat. Verwirrenderweise werden beide Küstenorte alternativ auch als Obbia bezeichnet, sind jedoch verschieden voneinander.
Das Kap war vor der Kolonialisierung Somalias Südgrenze der Majerteen-Sultanate bzw. Nordgrenze des in der Kongokonferenz 1884 als Freihandelszone festgelegten Kongo-Gebiets.
Erst die Vermessungsfahrten des kaiserlich-deutschen Kanonenboots Hyäne vor der Küste des von der Deutsch-Ostafrikanischen Gesellschaft beanspruchten Somalilandes ermittelten 1886 die korrekte nördliche Breite Hobyos, Obiats und des Kaps.
Die Hafenplätze der Region sind seit dem Zusammenbruch der Fischerei infolge des somalischen Bürgerkriegs ein Zentrum der Piraterie geworden, 2007 wurden vor Ras Assuad zwei koreanische Tanker samt 24 Besatzungsmitgliedern entführt und erst gegen Lösegeld wieder herausgegeben.